# Simone Young
Simone Margaret Young, née à Sydney le 2 mars 1961, est une cheffe d'orchestre australienne.

## Biographie
Simone Young naît à Sydney le 2 mars 1961,, d'ascendance irlandaise du côté de son père et d'ascendance croate du côté de sa mère.
Elle étudie la composition, le piano et la direction d'orchestre au Conservatoire de musique de Sydney et commence sa carrière de cheffe d'orchestre à l'Opéra de Sydney en 1985,,.
Simone Young se fixe ensuite en Europe, où elle est cheffe assistante à l'Opéra de Cologne en 1987, puis Kapellmeister au Staatsoper de Berlin entre 1993 et 1995,,.
En 1993, elle fait ses débuts à l'Opéra national de Paris ainsi qu'à l'Opéra de Vienne, en 1994 à Covent Garden avec Rigoletto de Verdi, en 1995 au Met à New York avec La Bohème de Puccini, et dirige la Tétralogie de Wagner en 1997 à l'Opéra de Vienne, notamment,.
Entre 1999 et 2002, Simone Young est directrice musicale de l'Orchestre philharmonique de Bergen.
Entre 2001 et 2003, elle est directrice musicale de l'Opéra d'Australie,.
En 2005, elle devient la première femme à diriger l'Orchestre philharmonique de Vienne,.
Entre 2005 et 2015, Simone Young est directrice artistique de l'Opéra de Hambourg et directrice musicale de l'Orchestre philharmonique de Hambourg, avec lequel elle signe notamment l’enregistrement des intégrales des symphonies de Johannes Brahms, mais surtout d'Anton Bruckner, y compris ses deux symphonies d'études.
Son répertoire s'étend de Mozart à la musique contemporaine et compte au nombre de ses compositeurs de prédilection Richard Wagner et Richard Strauss.
En 2010, elle crée Le Bal d'Oscar Strasnoy.
En 2019, Simone Young est nommée directrice musicale de l'Orchestre symphonique de Sydney à compter de 2022, pour une durée de trois ans. Elle est renouvelée à ce poste en 2024, jusqu'en 2026.

## Récompenses
- International Opera Award (2024) dans la catégorie « Chef d'orchestre ».

## Décorations
- Chevalier de l'ordre des Arts et des Lettres (2004)
- Membre de l'ordre d'Australie « pour son service aux arts comme chef d'orchestre avec les grandes compagnies d'opéra et des orchestres en Australie et internationaux »
- Goethe-Institut medal (Allemagne)
- Sir Bernard Heinze Award (Australie)

## Discographie
CD
- 2002 : Halévy, La Juive - Regina Schörg ; Soile Isokoski ; Neil Shicoff ; Alastair Miles ; Zoran Todorovich ; Chœur et orchestre du Wiener Staatsoper, Dir. Simone Young (Concert, 23 octobre 1998, ORF/RCA Red Seal) (OCLC 54065002)
- 2006 : Bürger, Légende°, Stille Der Nacht°, pour baryton et orchestre ; Scherzo pour cordes ; Concerto pour violoncelle* ; Variations sur un thème de Carl Philipp Emanuel Bach - Michael Kraus°, baryton ; Maya Beiser*, violoncelle ; Orchestre symphonique de la radio de Berlin, Dir. Simone Young (26–28/30 septembre 1994, Toccata Classics TOCC 0001) (OCLC 121931155)
- 2007 : Bruckner, Symphonie no 2 - Orchestre philharmonique de Hambourg, Dir. Simone Young (2006, SACD Oehms Classics) (OCLC 255522883)
- 2009 : Verdi, Requiem - Australian Opera Chorus (janvier 2001, ABC Classics) (OCLC 704907862)
- 2009 : Bruckner, Symphonie no 8 - Orchestre philharmonique de Hambourg, Dir. Simone Young (2009, SACD Oehms Classics) (OCLC 611579943)
- 2010 : Wagner, L’or du Rhin - Orchestre philharmonique de Hambourg, Dir. Simone Young (2010, SACD Oehms Classics) (OCLC 805352592)
- 2007 : Bruckner, Symphonie no 8 - Orchestre philharmonique de Hambourg, Dir. Simone Young (2007, SACD Oehms Classics) (OCLC 767876311)
- 2007 : Hindemith, Mathis le peintre - Staatsoper Hamburg (25 septembre 2005, 3CD Oehms Classics OC 908) (OCLC 183886676)
- 2011 : Bruckner, Symphonie no 1 - Orchestre philharmonique de Hambourg, Dir. Simone Young (janvier 2010, SACD Oehms Classics)
- 2011 : Mahler, Symphonie no 2 - Michaela Kaune, soprano ; Dagmar Pecková, alto - Orchestre philharmonique de Hambourg, Dir. Simone Young (24–25 octobre 2010, Oehms Classics OC 412) (OCLC 811645323)
- 2011 : Mahler, Symphonie no 6 - Orchestre philharmonique de Hambourg, Dir. Simone Young (22–23 avril 2007, Oehms Classics) (OCLC 824190968)
- 2012 : Brahms, Symphonie no 2, Ouverture Tragique - Orchestre philharmonique de Hambourg, Dir. Simone Young (mars 2008, janvier 2010, Oehms Classics) (OCLC 833361369)
- 2013 : Brahms, Symphonies nos 3 & 4 - Orchestre philharmonique de Hambourg, Dir. Simone Young (8–10 octobre 2009, SACD Oehms Classics OC 677)
- 2014 : Bruckner, Symphonie no 6 - Orchestre philharmonique de Hambourg, Dir. Simone Young (14–16 décembre 2013, SACD Oehms Classics OC 687)
- 2015 : Bruckner, Symphonie no 7 - Orchestre philharmonique de Hambourg, Dir. Simone Young (29–30 août, 2014, SACD Oehms Classics OC 688)
- 2015 : Bruckner, Symphonie no 5 - Orchestre philharmonique de Hambourg, Dir. Simone Young (2014, SACD Oehms Classics OC 689)
- 2015 : Bruckner, Symphonie no 9 - Orchestre philharmonique de Hambourg, Dir. Simone Young (25–27 octobre 2014, SACD Oehms Classics OC 693)

Piano
- 2008 : Britten, Folksong arrangements - Steve Davislim, ténor ; Simone Young, piano (19–22 août 2006, Melba) (OCLC 317545808)

DVD
- 2010 : Poulenc, Dialogues des Carmélites - Alexia Voulgaridou ; Anne Schwanewilms ; Jana Büchner ; Kathryn Harries ; Gabriele Schnaut, Staatsoper Hamburg et Orchestre philharmonique de Hambourg, Dir. Simone Young (2008, DVD Arthaus Musik/ZDF) (OCLC 647366177)
- 2010 : Pfitzner, Palestrina, Orchestre d'État de Bavière, (DVD EuroArts)